# Tetens
Tetens er et efternavn, der henviser til blandt andre:
- Henrik Tetens (1759–1816) - dansk landsdommer.
- Johan Nicolai Tetens (1738-1807) - slesvigsk matematiker, fysiker, filosof og statsøkonom.
- Peder Tetens (1728–1805) - dansk dr.theol. og biskop over Viborg Stift
- Peter Tetens (1797–1859) - dansk stiftamtmand.
- Stephan Tetens (1773–1855) - dansk biskop
- Vilhelm Tetens (1871-1957) - dansk maler.